# Branko Zupan
Branko Zupan (Ljubljana, 22 september 1964) is een voormalig profvoetballer uit Slovenië, die speelde als doelman gedurende zijn carrière. Hij kwam uit voor achtereenvolgens NK Koper, HIT Nova Gorica en NK Publikum Celje.

## Interlandcarrière
Zupan kwam in totaal acht keer uit voor de nationale ploeg van Slovenië in de periode 1993-1996. Hij maakte zijn debuut onder leiding van bondscoach Bojan Prašnikar in de vriendschappelijke interland op 13 oktober 1993 tegen Macedonië (1-4) in Kranj, net als Gregor Blatnik. Hij viel in dat duel na 58 minuten in voor Marko Simeunovič.